# Eosentomon alaskaense
Eosentomon alaskaense är en urinsektsart som beskrevs av Josef Nosek 1977. Eosentomon alaskaense ingår i släktet Eosentomon och familjen trakétrevfotingar. Inga underarter finns listade i Catalogue of Life.